# Come voglio
Come voglio è un singolo del gruppo musicale italiano Zero Assoluto, pubblicato nel 2001 dalla Universal Music Group.

## Video musicale
Il videoclip, diretto da Alex Sikabonyi, è stato pubblicato sul canale YouTube del duo.

## Tracce
Testi di Thomas De Gasperi e Matteo Maffucci.
1. Come voglio – 4:06
2. Come voglio (Remix) – 3:11
3. Come voglio (Strumentale) – 4:07